# Hymenocallis arenicola
Hymenocallis arenicola là một loài thực vật có hoa trong họ Amaryllidaceae. Loài này được Northr. mô tả khoa học đầu tiên năm 1902.